# Noda Akemi
Noda Akemi (野田 朱美, sinh ngày 13 tháng 10 năm 1969) là một cựu cầu thủ bóng đá nữ người Nhật Bản.

## Đội tuyển bóng đá nữ quốc gia Nhật Bản
Noda Akemi thi đấu cho đội tuyển bóng đá nữ quốc gia Nhật Bản từ năm 1984 đến 1996.

## Thống kê sự nghiệp
| Nhật Bản  | Nhật Bản | Nhật Bản |
| Năm       | Trận     | Bàn      |
| --------- | -------- | -------- |
| 1984      | 1        | 0        |
| 1985      | 0        | 0        |
| 1986      | 12       | 2        |
| 1987      | 4        | 0        |
| 1988      | 3        | 0        |
| 1989      | 7        | 1        |
| 1990      | 7        | 2        |
| 1991      | 13       | 7        |
| 1992      | 0        | 0        |
| 1993      | 4        | 0        |
| 1994      | 6        | 3        |
| 1995      | 9        | 8        |
| 1996      | 10       | 1        |
| Tổng cộng | 76       | 24       |